# Irena Boruta
Irena Boruta (ur. 18 maja 1950 w Zgierzu) – polska prawniczka, doktor habilitowany nauk prawnych, nauczyciel akademicki, wiceminister pracy w rządzie Jerzego Buzka, w latach 2005–2011 sędzia Sądu do spraw Służby Publicznej Unii Europejskiej.

## Życiorys
Ukończyła studia prawnicze na Wydziale Prawa i Administracji Uniwersytetu Wrocławskiego. W latach 80. zdała egzamin sędziowski i radcowski. W 1982 uzyskała na Uniwersytecie Łódzkim stopień doktora nauk prawnych na podstawie rozprawy Urlop wychowawczy w prawie pracy. Opublikowała kilkadziesiąt prac naukowych. W 1997 również na UŁ uzyskała stopień naukowy doktora habilitowanego.
W 1983 została zatrudniona na stanowisku adiunkta w Katedrze Prawa Pracy i Ubezpieczeń Społecznych na UŁ, w 1995 przeszła do Katedry Prawa Europejskiego. Od 1995 do 1997 pełniła funkcję eksperta "Solidarności" w Międzynarodowej Organizacji Pracy. W latach 1998–2001 zajmowała stanowisko podsekretarza stanu w Ministerstwie Pracy i Polityki Społecznej. W latach 2005–2011 była sędzią Sądu do spraw Służby Publicznej Unii Europejskiej.
Była profesorem Uniwersytetu Łódzkiego oraz Uniwersytetu Kardynała Stefana Wyszyńskiego i kierownikiem Katedry Prawa Pracy na tej uczelni.

## Odznaczenia
- Krzyż Oficerski Orderu Odrodzenia Polski (2011)[1]
- Krzyż Kawalerski Orderu Odrodzenia Polski (2005)[2]

## Wybrane publikacje
- Komentarz do ustaw o związkach zawodowych, organizacjach pracodawców, zbiorowych sporach pracy (współautor), 1992
- Polskie prawo pracy w okresie transformacji w oświetleniu prawa wspólnotowego, 1997
- Prawo Unii Europejskiej. Prawo materialne i polityki, 2003
- Równość kobiet i mężczyzn w pracy w świetle prawa Wspólnoty Europejskiej. Implikacje dla Polski, 1996
- Strategie zatrudnienia organizacji międzynarodowych UE, 2002
- Urlopy wypoczynkowe po zmianie Kodeksu pracy, 1997